# Liste des voies et lieux-dits d'Olivet
Cette page présente la liste des voies d'Olivet telle qu’elle ressort de la situation 2020 publiée par les autorités le 2 février 2021. Des liens sont établis vers les articles de Wikipédia dédiés à des rues ou à des patronymes associés à des rues d'Olivet.
Les voies et lieux-dits sont classés selon le premier caractère du code RIVOLI du fichier FANTOIR des voies et lieux dits de la commune, à savoir : les voies (code numérique), les ensembles immobiliers (voies situées dans des copropriétés ou des lotissements, code A), les lieux-dits (B à W), les pseudos voies (châteaux, canaux, stations de métro, etc - code X), les voies provisoires (codes Y à Z).
Légende :
- en liens bleus soulignés : les articles relatifs à des rues orléanaises existant dans Wikipédia ;
- en liens bleus : les articles relatifs à des patronymes de voies existant dans Wikipédia  ;
- en liens rouges : les articles relatifs à des patronymes de voies susceptibles d'être développés dans Wikipédia.

## Récapitulatif
Le fichier FANTOIR 2020 des voies et lieux dits d'Olivet (publié le 2 février 2021) recense 603 toponymes et odonymes, se décomposant en 186 lieux-dits et 415 voies :
| Voies     | Voies  | Voies | Voies | Voies | Voies   | Voies  | Voies | Voies  | Lieux-dits | Lieux-dits | Total |
| --------- | ------ | ----- | ----- | ----- | ------- | ------ | ----- | ------ | ---------- | ---------- | ----- |
| Boulevard | Avenue | Rue   | Place | Route | Impasse | Chemin | Allée | Autres | Lieux-dits | Autres     | Total |
| 2         | 6      | 179   | 9     | 2     | 14      | 12     | 185   | 9      | 180        | 5          | 603   |

## Lieux-dits et divers

### Lieux-dits
- Bel Air
- Clos de l'Archette
- L'Ardillière
- Clos de l'Ardillière Nord
- Les Asperges
- Bois des Asperges
- Terres des Asperges
- Les Aulnaies
- Clos des Aulnaies
- Clos de l'Aumone
- Clos de l'Aumone Ouest
- Le Bac
- Moulin du Bac
- Clos de Barbotte
- Harbord Barracks
- Le Barreau
- Beausejour
- Beauvoir
- Les Bechets
- Moulin des Bechets
- Bellesort
- Bellevue
- Maison Blanche
- Les Boissandières
- Clos des Boissandières
- Clos de la Borde
- Les Boucheres
- Clos du Bouchet
- Clos du Bouchet Est
- Clos des Bouilliers
- La Motte Bouquin
- Clos du Bourg
- Petit Clos de la Croix Bre
- La Croix Breton
- Clos de Brunette
- Les Hautes Buzes
- Le Caillot
- Clos du Caillot
- Clos du Caillot Est
- La Canardière
- La Caquerotte
- Le Petit Caubray
- La Petite Cerise
- Clos Champereux
- Clos de Champereux Est
- Clos des Chantrelles
- Clos des Grandes Chaumonni
- Clos des Petits Chaumonnie
- Clos des Chenats
- Le Chevessier
- Clos du Chevessier
- Le Coq
- Les Grands Coteaux
- Les Grands Coteaux Sud
- Clos des Petits-Coteaux
- Clos du Pont-Cotelle
- Le Couasnon
- Clos du Petit-Couasnon
- Les Dauphines
- Clos des Dauphines
- Clos Désert
- Le Donjon
- Clos de l'Égalité
- Clos des Épinettes
- Clos L'Évêque
- Cite Maréchal Foch
- Le Bas de la Fontaine
- La Fontaine
- Château de la Fontaine
- Bois de Maison Fort
- La Fougère
- Le Chêne Fourchu
- Clos Gâteau
- Clos des Deux Georgettes
- Le Givers
- Clos de Gobergeon
- La Pointe à Gorces
- La Grand Cour
- Clos Guignard
- Clos de Huitard
- Clos des Huitives
- Clos des Huitives Nord
- La Présqu Ile
- Isambert
- Clos d'Ivoy
- La Jacquetière
- La Jarry
- Clos de la Jarry
- Les Jesuites
- Moulin de Saint-Julien
- Saint-Julien
- Le Fief du Larry Nord
- Le Grand Clos du Larry
- Grand Clos du Larry Ouest
- Le Grand Clos du Larry Sud
- Le Larry
- Clos du Fief du Larry
- Clos du Larry
- Clos de Lorette
- Clos Maillard
- Clos de la Mairie
- Marmifeux
- Clos de Marmifeux
- Les Martinets
- La Martinière
- Petit Clos Masnil
- Clos Masnil
- Clos de la Masure
- Bois de la Mazure
- Clos Mesmin
- Moulin de la Mothe
- Clos des Moulins
- Les Mulotières
- Clos du Pont Nazin
- Clos Neuf
- Maison Neuve
- Clos de la Tête Noire
- Le Clos du Château de Nora
- Bois de Noras
- Grand Clos de Noras
- Le Grand Clos Noras Nord
- Noras
- Petit Clos de Noras
- Les Terres de Noras
- Vers Noras
- Les Nouvellons
- Clos de l'Orbellière
- L'Orbellière
- Le Pavillon
- Clos de la Picardière
- La Croix de Pierre
- Le Pignon
- Pissonnière
- La Plaine
- Plissay
- Clos de Plissay
- Clos de Plissay Sud
- Clos de la Pointe Ouest
- La Pointe
- Clos de Pounelle
- Le Poutil
- Prés Bas
- La Quetonnière
- Clos de Quincailles
- Clos des Rechinchats
- La Residence
- Clos de Fosse Guillot Richer
- La Fosse Guillot Richer
- Clos de la Rigouillarde
- Le Rivage
- Clos de la Roche
- La Fosse Le Roi
- Clos de la Fosse Le Roi
- Clos du Coin Rond
- Le Rondon
- Roquemaure
- Moulin de Saint-Samson
- Bois Seme
- Terre de Bois Semé
- Clos du Bois Semé
- Bois de la Source
- Clos de la Source
- Le Tertre
- Devant La Trésorerie
- Le Nord de la Trésorerie
- Terres de la Trésorerie
- La Trésorerie
- Les Vacheries
- Clos de la Vallée
- La Vallée
- Le Clos Vanoise
- Les Quatre Vents
- Le Grand Verger
- Clos des Vergers
- Devant Villebourgeon
- Clos de Villebouret
- Villebourgeon
- Clos d'Yvremont
- Clos d'Yvremont Est
- Clos d'Yvremont Ouest

### Autres
- Pont du Mal Leclerc
- Rivière le Bras des Montées
- Rivière le Bras de Bou
- Rivière le d'Huy
- Rivière le Loiret

## Voies

### Boulevard
- Boulevard Duhamel du Monceau

### Avenues
- Avenue de l'Argonne
- Avenue du Loiret
- Avenue Saint-Michel
- Avenue Beauvais de Préau
- Avenue de Sologne
- Avenue de Verdun

### Rues

#### A
- Haut – A
- B
- C
- D
- E
- F
- G
- H
- I
- J
- K
- L
- M
- N
- O
- P
- Q
- R
- S
- T
- U
- V
- W
- X
- Y
- Z

- Rue de l'Aisne
- Rue d'Alsace
- Rue de l'Anguille
- Rue de l'Archette
- Rue de l'Ardoux
- Rue d'Artois
- Rue du Préssoir Aubry
- Rue de l'Aumone

#### B
- Haut – A
- B
- C
- D
- E
- F
- G
- H
- I
- J
- K
- L
- M
- N
- O
- P
- Q
- R
- S
- T
- U
- V
- W
- X
- Y
- Z

- Rue du Bac
- Rue Albert Barbier
- Rue de Barbotte
- Rue Travers Baudelin
- Rue du Béarn
- Rue Pierre Beaulieu
- Rue de Beauvoir
- Rue de Bellevue
- Rue Marcel Belot
- Rue Roland Belouet
- Rue de la Bergeresse
- Rue des Bergeronnettes
- Rue du Berry
- Rue de Beuvron
- Rue Georges Bizet
- Rue de la Reine Blanche
- Rue des Saules Blancs
- Rue des Bonnes
- Rue Pierre Bontemps
- Rue du Pont Bouchet
- Rue Antoine Bourdelle
- Rue du Prompt - Bourgeon
- Rue de Bourges
- Rue Bretonnière
- Rue des Briandes
- Rue de Brunette
- Rue Burlat

#### C
- Haut – A
- B
- C
- D
- E
- F
- G
- H
- I
- J
- K
- L
- M
- N
- O
- P
- Q
- R
- S
- T
- U
- V
- W
- X
- Y
- Z

- Rue de Cambrai
- Rue des Camelias
- Rue des Capucines
- Rue de la Croix Cassee
- Rue des Cerisiers
- Rue de Champagne
- Rue des Chanterelles
- Rue des Chantrelles
- Rue du Docteur Chapelet
- Rue Jacques Charles
- Rue de Châteauroux
- Rue des Chateliers
- Rue des Chenats
- Rue des Chênes
- Rue aux Chiens
- Rue des Cireries
- Rue des Clatz
- Rue Maurice Clément
- Rue Fernand Cognet
- Rue des Colverts
- Rue Philippe de Commynes
- Rue de Franche Comte
- Rue du Coq
- Rue des Cordiers
- Rue du Cormier
- Rue des Cornouillers
- Rue du Pont Cotelle
- Rue de Couasnon
- Rue Pierre de Coubertin
- Rue Passe Crassane
- Rue de la Belle Croix

#### D-H
- Haut – A
- B
- C
- D
- E
- F
- G
- H
- I
- J
- K
- L
- M
- N
- O
- P
- Q
- R
- S
- T
- U
- V
- W
- X
- Y
- Z

- Rue Jules Dalou
- Rue des Dauphines
- Rue Claude Debussy
- Rue Delpech
- Rue des Déportés
- Rue Lucien Didier
- Rue de l'Hôtel Dieu
- Rue Georges Dubois
- Rue Flandre Dunkerque 40
- Rue du Château d'Eau
- Rue des Écoles
- Rue de l'Egalite
- Rue du Clos de l'Egalite
- Rue des Erables
- Rue des Fauvettes
- Rue de la Fontaine
- Rue Monseigneur Joseph Foucard
- Rue de la Fougere
- Rue du Frene
- Rue de Gascogne
- Rue Maria Gaucher
- Rue du Gen de Gaulle
- Rue des Geais
- Rue Paul Genain
- Rue des Genêts
- Rue des Glazons
- Rue des Glycines
- Rue Jean Goujon
- Rue Gustave Guillaume
- Rue de Guyenne
- Rue Georges Guynemer
- Rue Heme
- Rue des Hortensias

#### I-N
- Haut – A
- B
- C
- D
- E
- F
- G
- H
- I
- J
- K
- L
- M
- N
- O
- P
- Q
- R
- S
- T
- U
- V
- W
- X
- Y
- Z

- Rue Ernest Patas d'Illiers
- Rue du Camp des Indiens
- Rue d'Ivoy
- Rue de la Jarry
- Rue Théophile Jourdan
- Rue de la Juine
- Rue Paulin Labarre
- Rue du Languedoc
- Rue du Larry
- Rue de la Croix Lazin
- Rue du Pont Lazin
- Rue de Lorette
- Rue Aristide Maillol
- Rue du Coin Mande
- Rue de la Manufacture
- Rue de la Marne
- Rue des Marronniers
- Rue Saint-Martin
- Rue de la Martinière
- Rue des Mauves
- Rue de la Meuse
- Rue de la Motte Minsard
- Rue Jacques Monod
- Rue de la Mothe
- Rue de la Petite Motte
- Rue Basse-Mouillère
- Rue du Moulin
- Rue du Murier
- Rue des Myosotis
- Rue de Navrin
- Rue Jacques Nioche
- Rue de la Tête Noire
- Rue de Normandie

#### O-R
- Haut – A
- B
- C
- D
- E
- F
- G
- H
- I
- J
- K
- L
- M
- N
- O
- P
- Q
- R
- S
- T
- U
- V
- W
- X
- Y
- Z

- Rue de l'Orbellière
- Rue des Ormes
- Rue des Ormeteaux
- Rue Genevieve Perrier
- Rue des Petunias
- Rue de Picardie
- Rue des Pies
- Rue des Pinsons
- Rue des Plaisses
- Rue de la Maison Plate
- Rue des Pluviers
- Rue des Poilus
- Rue de la Pointe
- Rue des Poiriers
- Rue de la Poste
- Rue de Pounelle
- Rue des Rechinchats
- Rue de la Pointe Au Renard
- Rue Rodolphe Richard
- Rue de la Roche
- Rue Auguste Rodin
- Rue de Roquemaure
- Rue du Rosier
- Rue du Chapeau Rouge
- Rue du Roussillon

#### S-V
- Haut – A
- B
- C
- D
- E
- F
- G
- H
- I
- J
- K
- L
- M
- N
- O
- P
- Q
- R
- S
- T
- U
- V
- W
- X
- Y
- Z

- Rue Saint-Samson
- Rue des Savonniers
- Rue du Président Robert Schumann
- Rue du Bois Semé
- Rue Jules Marie Simon
- Rue de la Somme
- Rue de la Source
- Rue des Sternes
- Rue du Pressoir Tonneau
- Rue Odette Toupense
- Rue de la Tresorerie
- Rue de la Vallée
- Rue du Clos de la Vallée
- Rue des Vanneaux
- Rue Louis Le Vau
- Rue du Clos de Villebouret
- Rue Saint-Vincent
- Rue Simon Vouet

### Places
- Place Jules Dalou
- Place Nicolas Faret
- Place des Foulques
- Place de Gobergeon
- Place Gentien Hervé
- Place Etienne Jodelle
- Place Jean Monnet
- Place Jean-Baptiste Le Père
- Place Louis Salle

### Routes
- Route d'Ardon
- Route Nationale 20

### Impasses
- Impasse de l'Ardillière
- Impasse de Beauvoir
- Impasse de Bellevue
- Impasse du Château
- Impasse des Grands-Coteaux
- Impasse du Debarcadère
- Impasse des Frênes
- Impasse de la Presqu'île
- Impasse Lagrenée
- Impasse des Mouettes
- Impasse de Plissay
- Impasse du Bois Semé
- Impasse des Tulipes
- Impasse des Quatre-Vents

### Chemins
- Chemin de Bellevue
- Chemin de la Bergerie
- Chemin du Caillou
- Chemin de la Justice
- Chemin du Chêne-des-Landes
- Chemin des Muids
- Chemin de la Procession
- Chemin de Quincaille
- Chemin de la Rigouillarde
- Chemin rural du Bouchet

### Allées
- Allée des Alisiers
- Allée des Alisiers
- Allée des Alouettes
- Allée des Amandiers
- Allée François Anguier
- Allée des Araucarias
- Allée de l'Ardoise
- Allée des Argousiers
- Allée de l'Arly
- Allée des Aulnaies
- Allée du Clos de l'Aumône
- Allée des Avocettes
- Allée F à Bartholdi
- Allée Antoine Louis Barye
- Allée Roland Beaulieu
- Allée Henri Becquerel
- Allée Paul Belmondo
- Allée de Bernette
- Allée Fernand Paul Blanchard
- Allée du Clos du Petit Bois
- Allée des Boissandières
- Allée Louise Bonne
- Allée Edmé Bouchardon
- Allée des Bouvreuils
- Allée du Brochard
- Allée Marcel Brunet
- Allée des Buis
- Allée Burlat
- Allée Colin Biart
- Allée Clos du Caillot
- Allée René Cassin
- Allée des Catalpas
- Allée des Cèdres
- Allée du Heron Cendré
- Allée de la Petite Cerise
- Allée du Clos de Champereux
- Allée de la Chapelle
- Allée des Chardonnerets
- Allée des Charmes
- Allée Georges Charpak
- Allée des Châtaigniers
- Allée du Clos des Chaumonières
- Allée du Clos des Chaumonnières
- Allée du Clos de Chevessier
- Allée des Cigognes
- Allée Camille Claudel
- Allée des Coccinelles
- Allée Michel Colombe
- Allée de la Coqtoune
- Allée des Cordiers
- Allée des Grands Coteaux
- Allée du Clos des Petits Coteaux
- Allée du Coudray
- Allée François Couperin
- Allée de la Cour
- Allée des Courlis
- Allée des Courtinières
- Allée Guillaume Coustou
- Allée Sainte Croix (2)
- Allée du Clos de la Belle Croix
- Allée des Cygnes
- Allée des Cytises
- Allée Jean Dausset
- Allée Charles Despiau
- Allée Françoise Dolto
- Allée Henri Dunant
- Allée Les Éparges
- Allée du Clos-l'Évêque
- Allée de Fakenham
- Allée Étienne Falconet
- Allée du Fief
- Allée J P Claris de Florian
- Allée des Forsythias
- Allée Emile Fousset
- Allée Jean-Honoré Fragonard
- Allée de l'Ile-de-France
- Allée Emile Franck
- Allée Emmanuel Fremiet
- Allée du Clos Gateau
- Allée Paul Gauguin
- Allée Jean Gauthier
- Allée Pierre Gilles de Gennes
- Allée des Rouges Gorges
- Allée Charles Gounod
- Allée Arnoul Greban
- Allée du Clos Guignard
- Allée des Herons
- Allée des Hirondelles
- Allée du Houx
- Allée des Huitives
- Allée d'Ivoy
- Allée Jaboulay
- Allée de la Jacquetière
- Allée Dame Jeanne
- Allée Amire Johannet
- Allée Jean de Joinville
- Allée du Peseur Juré
- Allée des Lauriers
- Allée Alphonse Lavedan
- Allée Alphonse Laveran
- Allée du Lavoir
- Allée Jean-Marie Lehn
- Allée Jacques Lemercier
- Allée Pierre Lepautre
- Allée Notaire Lepin
- Allée Pierre Lescot
- Allée Constant Lesueur
- Allée des Libellules
- Allée des Lilas
- Allée Joseph Linger
- Allée des Loriots
- Allée Luizet
- Allée Jacques de Mainville
- Allée Petite Marguerite
- Allée de Marmifeux
- Allée du Clos Masnil
- Allée du Petit Clos Masnil
- Allée du Mercantour
- Allée des Merisiers
- Allée des Mesanges
- Allée du Clos Monceau
- Allée Bigot de Morogues
- Allée Pierre Le Muet
- Allée des Mulotières
- Allée du Clos des Mulotières
- Allée Charles Nicolle
- Allée des Noisetiers
- Allée de Noras
- Allée des Sorbiers des Oiseaux
- Allée Bad Oldesloe
- Allée du Clos de l'Orbellière
- Allée Frederic Passy
- Allée Léon Pastur
- Allée des Paulownias
- Allée des Pepinières
- Allée de la Pervenche
- Allée des Pervenches
- Allée Antoine Petit
- Allée de la Croix de Pierre
- Allée Germain Pilon
- Allée Denis Poisson
- Allée François Pompon
- Allée Nicolas Poussin
- Allée du Clos du Poutyl
- Allée Maurice Ravel
- Allée du Clos des Rechinchats
- Allée Reverchon
- Allée Merveille Ribet
- Allée Ligier Richier
- Allée Desire Robichon
- Allée des Robiniers
- Allée du Clos de la Roche
- Allée de la Fosse Le Roi
- Allée des Roitelets
- Allée Pierre de Ronsard
- Allée des Flamants Roses
- Allée des Rossignols
- Allée François Rude
- Allée Rutebeuf
- Allée Sablee
- Allée Erik Satie
- Allée Albert Schweitzer
- Allée des Seringas
- Allée Françoise Barré-Sinoussi
- Allée du Pont de Sologne
- Allée des Sophoras
- Allée des Sureaux
- Allée du Tertre
- Allée Michel Tournier
- Allée des Troenes
- Allée Jean-Baptiste Tuby
- Allée de la Vanoise
- Allée Auguste Varanne
- Allée Jean Varin
- Allée des Verdiers
- Allée des Vergers
- Allée du Clos de Villebourgeon
- Allée Geoffroy de Villehardouin
- Allée François Villon
- Allée Gérard Vinauger
- Allée Antoine Watteau